# Artoviridae
Famille
Les Artoviridae sont une famille de virus à ARN de polarité négative de l'ordre des Mononegavirales,. Ses hôtes naturels sont des cirripèdes, copépodes, odonates, guêpes parasitoïdes et cloportes. Le nom de la famille dérive de celui des arthropodes, l'embranchement de ses hôtes.

## Structure

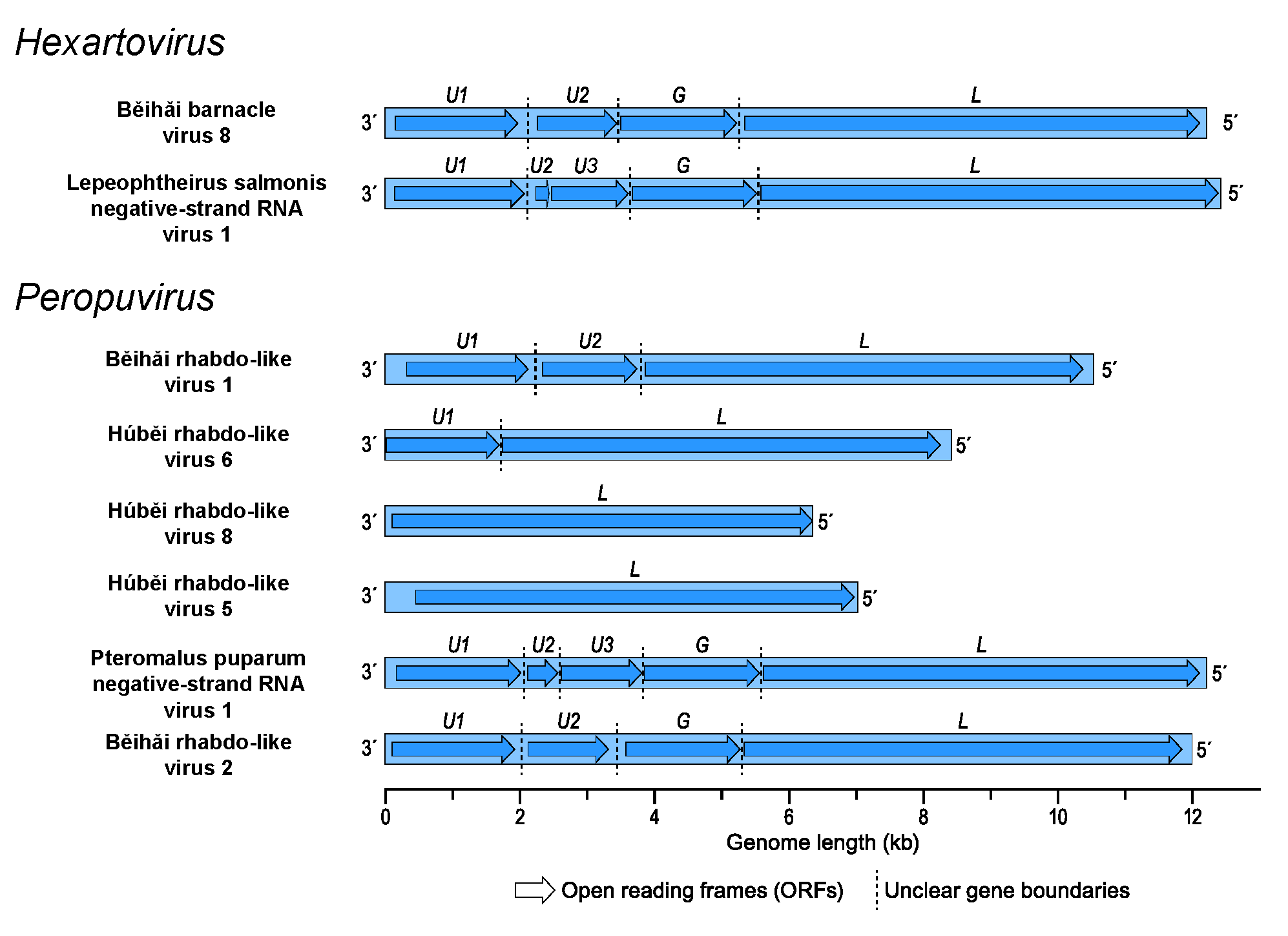
Organisation du génome des artovirus.

Les virions sont des particules sphériques de 100 à 130 nm de diamètre. Le génome du virus contient environ 12 kilobases d'ARN à polarité négative non segmenté.

## Taxonomie
La famille contient les genres suivants et espèces suivants :
- Hexartovirus
  - Barnacle hexartovirus
  - Caligid hexartovirus
- Peropuvirus
  - Beihai peropuvirus
  - Hubei peropuvirus
  - Odonate peropuvirus
  - Pillworm peropuvirus
  - Pteromalus puparum peropuvirus
  - Woodlouse peropuvirus